# Saarijärvi (Övertorneå socken, Norrbotten, 739410-184299)
Saarijärvi är en sjö i Övertorneå kommun i Norrbotten och ingår i Torneälvens huvudavrinningsområde. Sjön har en area på 0,194 kvadratkilometer och ligger 186,1 meter över havet. Saarijärvi ligger i Torne och Kalix älvsystem Natura 2000-område. Sjön avvattnas av vattendraget Hiriioja.

## Delavrinningsområde
Saarijärvi ingår i det delavrinningsområde (739161-184450) som SMHI kallar för Mynnar i Haapakylänpuass vattendragsyta. Medelhöjden är 143 meter över havet och ytan är 22,81 kvadratkilometer. Det finns inga avrinningsområden uppströms utan avrinningsområdet är högsta punkten. Hiriioja som avvattnar avrinningsområdet har biflödesordning 3, vilket innebär att vattnet flödar genom totalt 3 vattendrag innan det når havet efter 83 kilometer. Avrinningsområdet består mestadels av skog (84 procent). Avrinningsområdet har 0,42 kvadratkilometer vattenytor vilket ger det en sjöprocent på 1,8 procent.